# Dorfkirche Prenden
Die Dorfkirche Prenden ist ein evangelisches Gotteshaus in Prenden, einem Ortsteil der amtsfreien Gemeinde Wandlitz. Sie ist das älteste Bauwerk des Ortsteils und wurde in ihrer jetzt erhaltenen Gestalt im 17. Jahrhundert wahrscheinlich auf Fundamenten eines Vorgängerbaus errichtet. Sie gehört zur Gesamtkirchengemeinde Niederbarnim. Nach mehrfachen Umbauten und Sanierungsarbeiten dient sie neben den Gottesdiensten als Veranstaltungsort für Ausstellungen und Konzerte und ist damit kultureller Mittelpunkt Prendens.

## Geschichte
Das Landbuch von 1375 verzeichnet vier Pfarrhufen, das heißt zu dieser Zeit existierte mit Sicherheit bereits eine Kirche in Prenden. 1459 gehörte Prenden nachweislich zur Propstei Bernau. Prenden war Mutterkirche mit Tochterkirchen in Lanke und Sophienstädt.

## Architektur

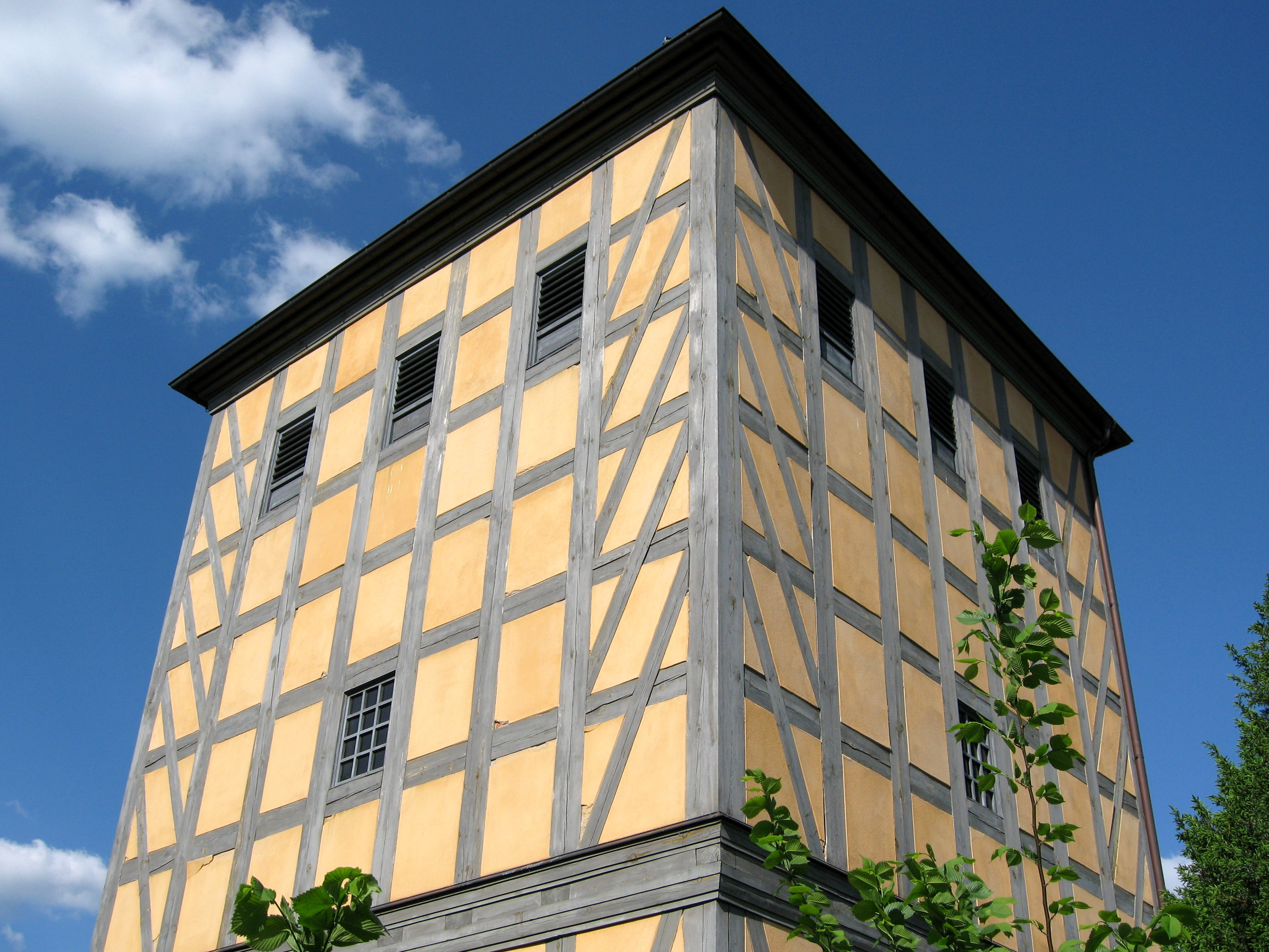
Glockenturm an der Westseite

Das Kirchengebäude besteht aus einem verputzten rechteckigen Kirchenraum und einem schiffsbreiten, recht massig wirkenden Westturm mit quadratischem Grundriss in Ziegelfachwerk unter einem Zeltdach. Das Gebäude ist insgesamt 7,95 Meter breit und 26,70 Meter lang, wovon 7,80 Meter auf den Turm entfallen. Es entstand im 17. Jahrhundert und ist das älteste erhaltene Bauwerk des Dorfes. Grabungen auf den Außenflächen lassen vermuten, dass es noch Fundamente einer früheren Dorfkirche gibt.
Die Außenwände des Kirchenraumes bestehen aus Mischmauerwerk (Feldsteinen und Ziegeln). Sie sind im unregelmäßigen Verband gemauert und beidseitig verputzt worden. Nord- und Südseite weisen jeweils vier Stichbogenfenster auf; in der Ostwand sitzen zwei Blenden, zwei ursprüngliche, jetzt zugesetzte Fensteröffnungen. Die Verglasung der Fenster ist großenteils nicht mehr original erhalten, nur ein Fenster an der Nordseite besitzt noch die ursprüngliche Verglasung.

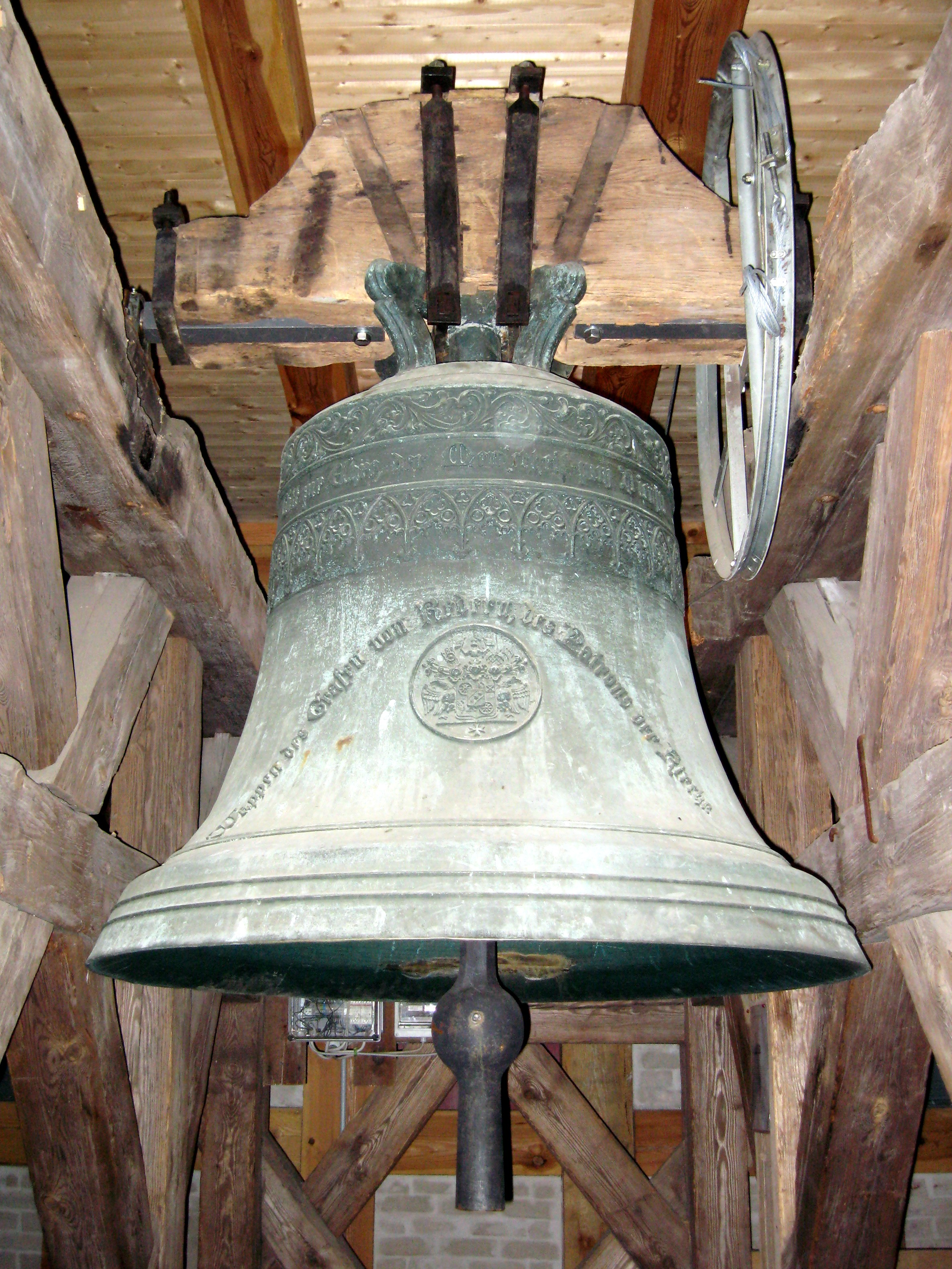
Kirchenglocke

Der Westturm wurde 1704 fertiggestellt, einem einfachen Unterbau ist dabei ein selbsttragender Glockenturm aufgesetzt worden. Beide Teile sind nach der Renovierung in einem einheitlichen blauen und ockerfarbenen Fachwerk gestaltet. Die Gefache sind recht eng. In der Horizontalen sind es jeweils sieben Gefache, in der Vertikalen im Unterbau sechs Gefache, im Oberbau fünf Gefache. Die Ecken sind durch fischgrätenartig innerhalb der Eckgefache ansteigende Balken, die sich jeweils durch zwei Gefache hindurch ziehen, verstärkt. Der Turm erhielt eine „Einzeiger-Uhr“, und drei Bronzeglocken bildeten das Geläut. Die Uhr wurde bei einer Renovierung ausgebaut und durch eine Nachbildung ersetzt, das Original ist in der Kirche ausgestellt. Der Guss der drei Glocken erfolgte mit einer Spende des Feldmarschalls Otto Christoph von Sparr. Im 21. Jahrhundert ist nur noch die große Glocke zu hören, die im Jahr 1905 zersprang, aber im gleichen Jahr in der Glockengießerei Ulrich in Laucha umgegossen wurde; sie trägt das Wappen des damaligen Kirchenpatrons Graf Redern. Die beiden kleineren Glocken mussten im Ersten Weltkrieg für die Kriegsproduktion abgeliefert werden.

## Ausstattung

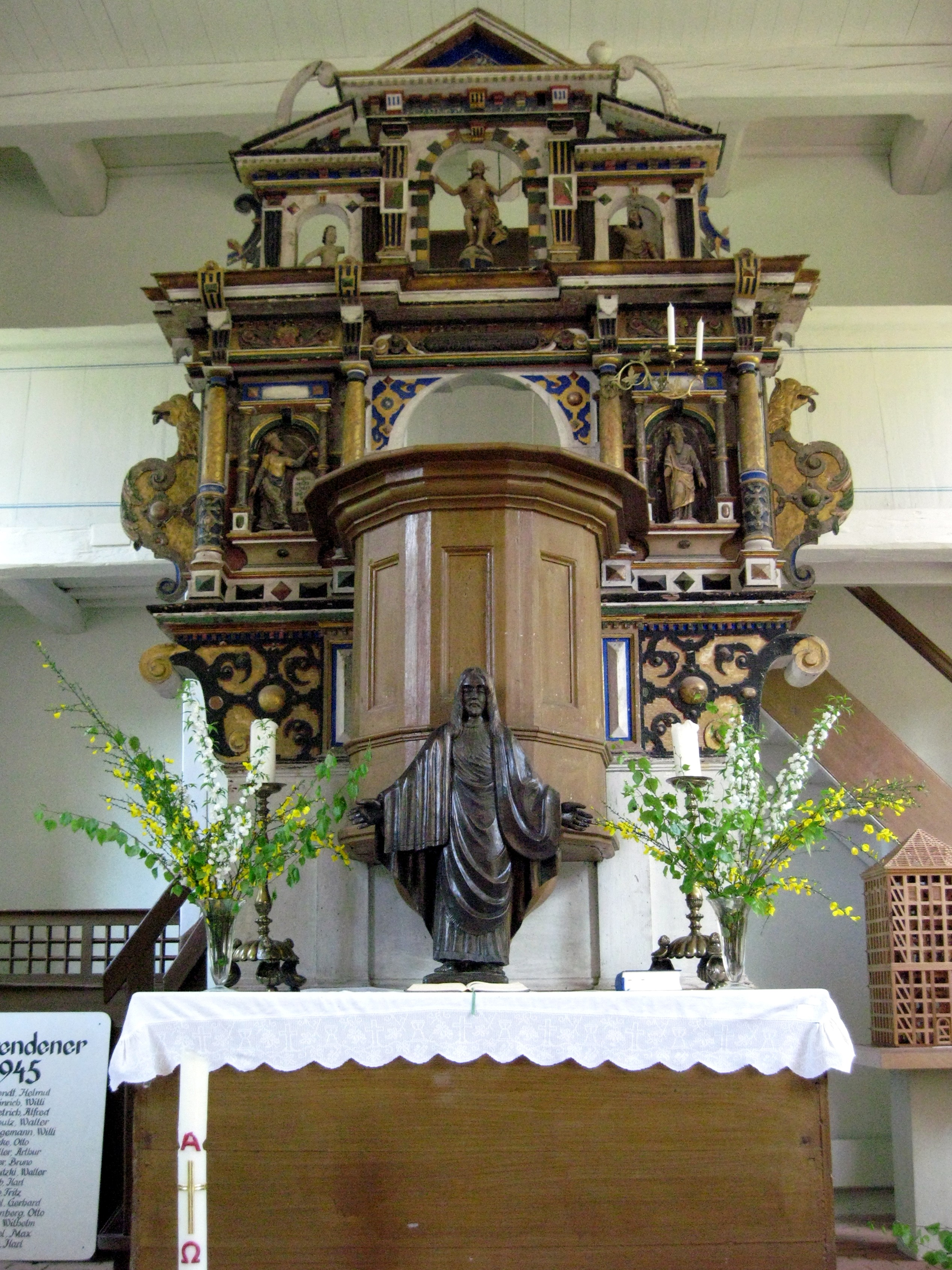
Kanzelaltar

Der Innenraum besitzt eine Balkendecke und eine umlaufende, nur an der Südwand unterbrochene Holzempore. Die Ostseite des Kirchenschiffes ist mit einem kunstgeschichtlich bemerkenswerten zweigeschossigen geschnitzten Altaraufsatz mit bekrönendem Giebel in Renaissanceformen versehen. In der linken Nische des Hauptgeschosses befindet sich eine Stifterinschrift mit der Jahreszahl 1611 („Mathias Qualitz Schultze undt Gottesmann Anno 1611“). Im rundbogigen Mittelfeld wurde im 18. Jahrhundert eine Kanzel in schlichten barocken Formen eingesetzt und der auf einen schlichten Untersatz gestellte Altaraufsatz zum Kanzelaltar umgebaut.
Die Seitenfelder des Hauptgeschosses enthalten links die plastische Figur eines Königs mit einer Tafel, darauf die obige Stifterinschrift, rechts die plastische Figur eines bärtigen alten Mannes ohne Attribute. Im mittleren Teil des Gebälks des Hauptgeschosses befindet sich eine Kartusche mit der Inschrift: „Anno 1611 ist die zeit pfarher gewesen der ehrwirdige und wohlgelarde ehr mar[tin] iunckel“. Nach Beckmanns Bericht soll an der Kanzel früher sogar ein Bild des Martin Gunkelius angebracht gewesen sein, der seit 1599 Pastor in Prenden war. Im Obergeschoss des Altaraufsatzes, der Mittelteil ist fast doppelt so hoch wie die Seitenteile, stehen drei plastische Figuren, der Auferstandene, das Christuskind (wohl nicht am ursprünglichen Platz) und ein bärtiger Alter. Die Wangen sind mit Vogelköpfen und floralen Motiven verziert.
Eine Taufschale aus Messing im Kirchenraum wurde bereits im 16./17. Jahrhundert hergestellt. Innen am Boden sind die Kundschafter mit der Traube dargestellt, darum eine Blütenranke mit einer Umschrift in Fraktur. Die zwei bronzenen Altarleuchter stammen wahrscheinlich ebenfalls noch aus dem 17. Jahrhundert. Der Fuß besteht jeweils aus einer Muschel, die wiederum auf drei kleineren Muscheln ruht. Diese stehen auf drei Kugeln. Der Abendmahlskelch aus Silber mit einem Sechspassfuß und geflügelten Engelsbüsten am Knauf trägt auf der Kuppe die Inschrift „Otto Christof von Spar Felt Zeigmeister Anno 1653 den 1. Januari“ und das Sparr'sche Wappen.
Die einmanualige Orgel, 1883 in der Werkstatt des Carl Eduard Gesell in Potsdam angefertigt, wurde erst Ende des 19. Jahrhunderts eingebaut. Die 1917 der  Metallspende des deutschen Volkes zum Opfer gefallenen Prospektpfeifen wurden später ersetzt. 1983 wurde die Orgel durch Ulrich Fahlberg, Eberswalde, renoviert und mit einem elektrischen Gebläse versehen.
Eine Gedenktafel und ein Messingkronleuchter komplettieren den Innenraum.

## Renovierungen
In den Jahren 1998 bis 2002 konnte mit Mitteln des Landes Brandenburg, des Denkmalschutzfonds und mit Hilfe einer Berliner Architektin eine denkmalgerechte Sanierung des Gebäudes vorgenommen und das Umfeld neu gestaltet werden. Zu den ausgeführten Arbeiten gehören eine Erneuerung des Dachstuhls und der Ziegeleindeckung sowie ein Neuanstrich der Fassaden. Im Inneren wurden die Holzbalkendecke neu eingezogen, die Fenster überarbeitet sowie nach den erhaltenen Verglasungen neue Fenster hergestellt und die Empore zurückgebaut. Die Innenausmalung wurde schließlich ebenfalls erneuert. In der Umgebung erfolgten Neupflanzungen von Bäumen und die Anlage frischer Rasenflächen und Wege erhielten eine historische Pflasterung.
Die notwendige Sanierung des Altars und der Einbau einer Heizung konnten noch nicht vorgenommen werden (Stand Herbst 2010).

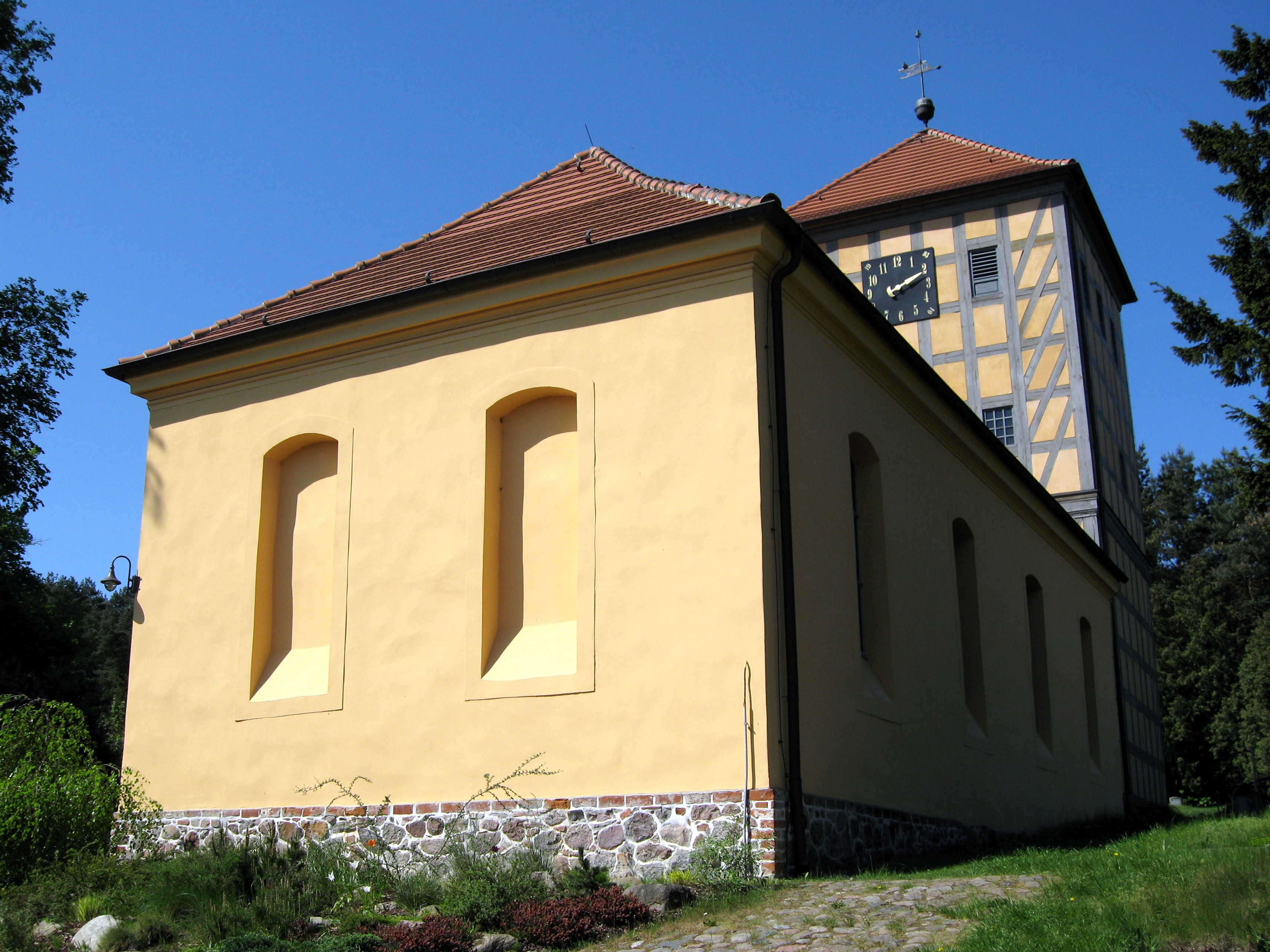
Ostseite
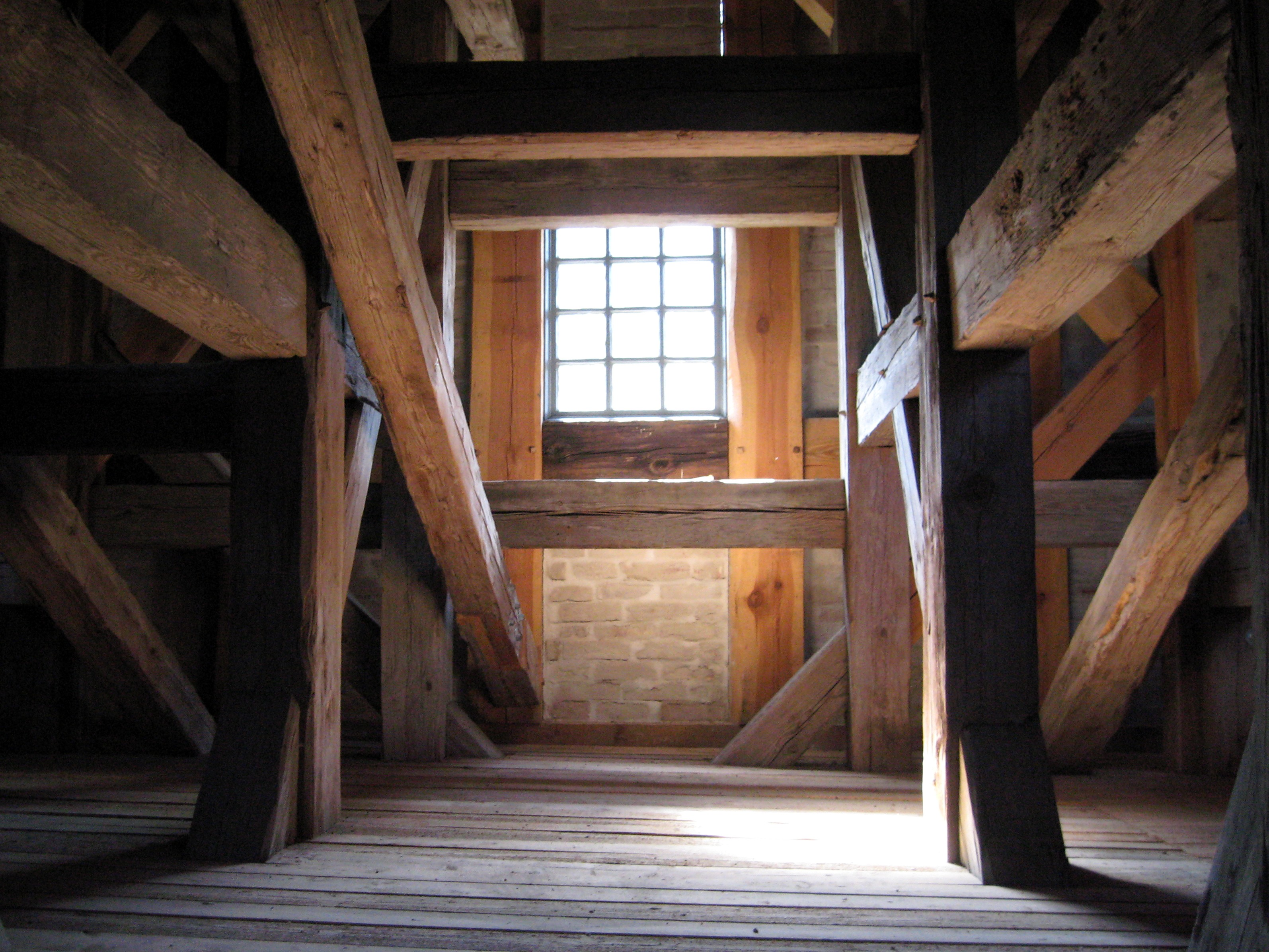
Turm, Obergeschoss
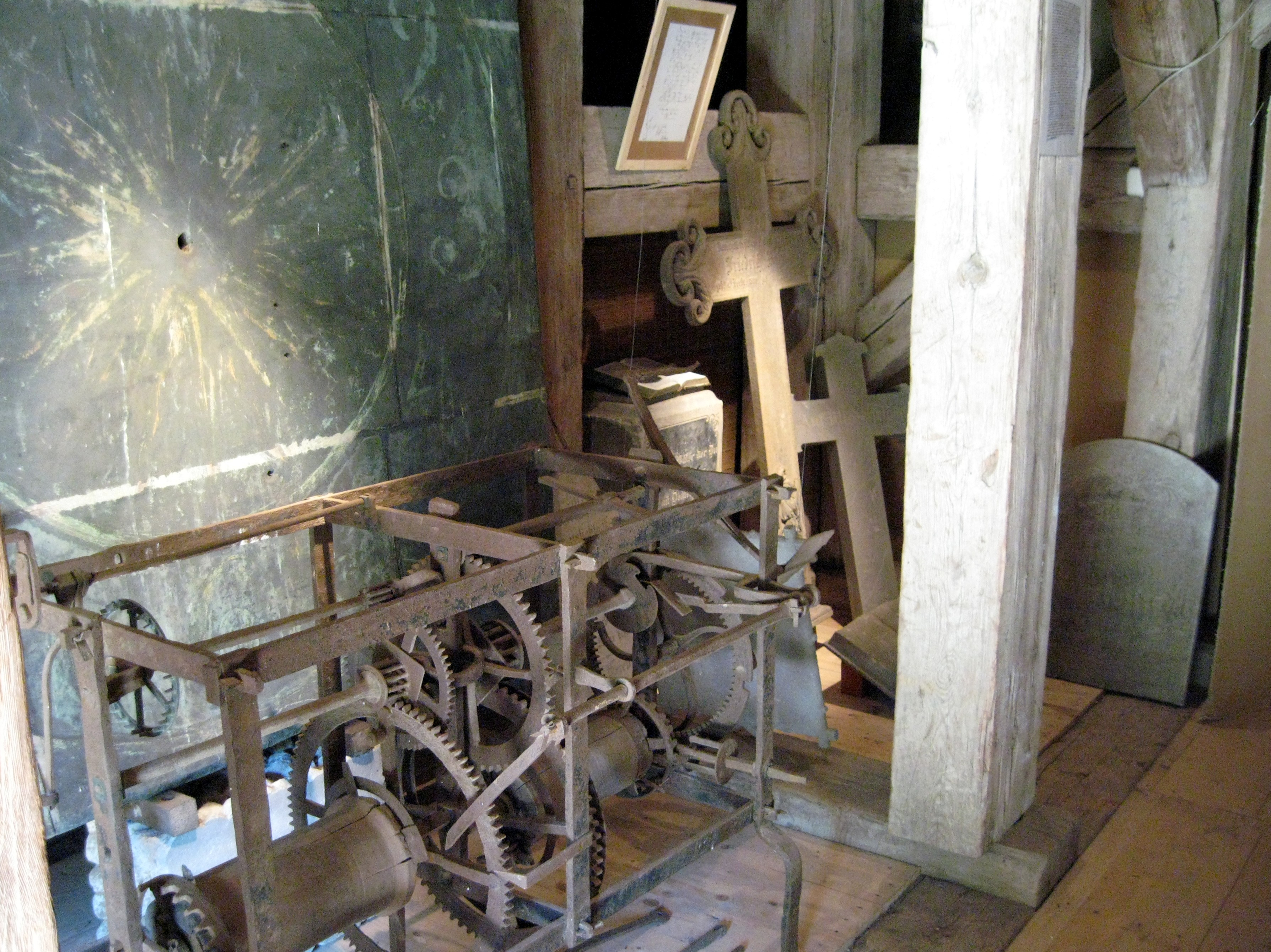
Altes Uhrwerk
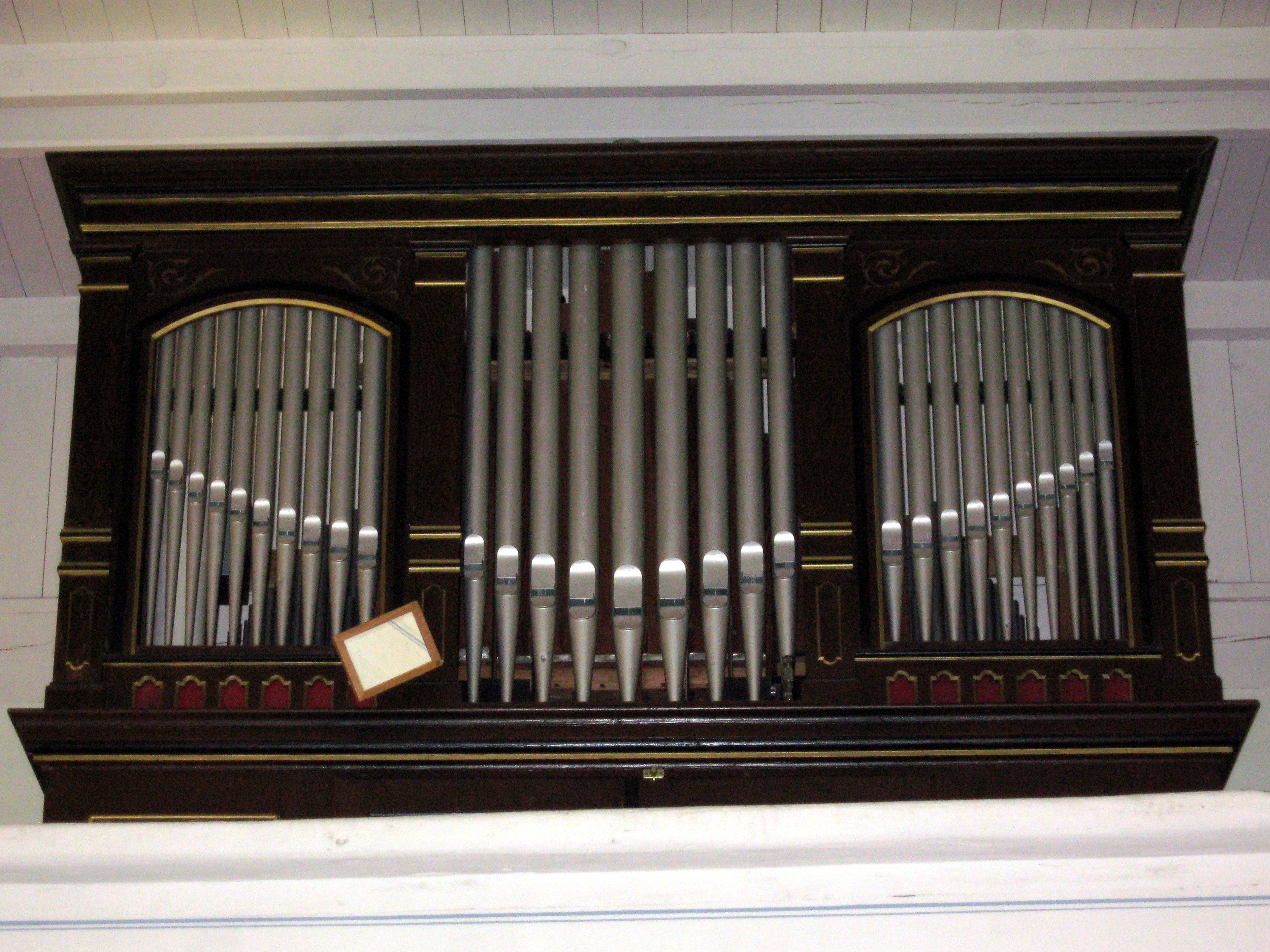
Orgel